# Daniel Cornelius Danielssen

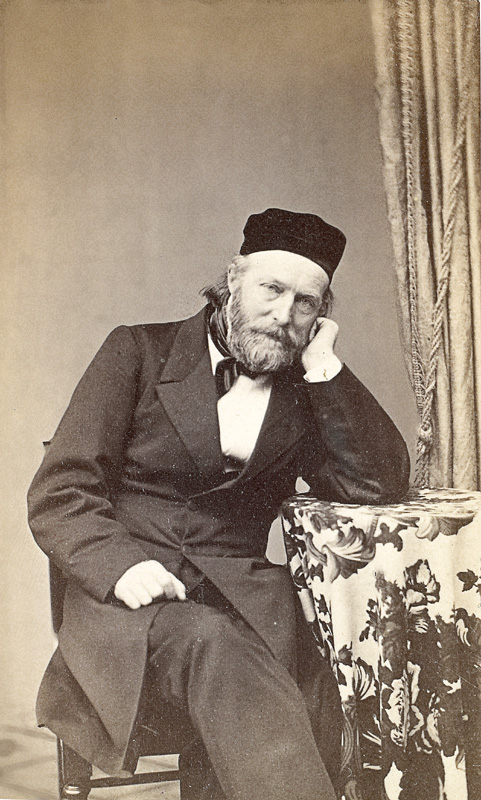
Daniel Cornelius Danielssen

Daniel Cornelius Danielssen (Bergen, 4 de julho de 1815 - Bergen, 13 de julho de 1894) foi um médico norueguês. Ele foi mais conhecido por suas pesquisas sobre as causas e o tratamento da hanseníase.

## Biografia
Danielssen era de Bergen, Noruega. Datado de 1839, ele foi associado com St. Jørgens Hospital (Sankt Jørgens Hospital) em Bergen. Mais tarde, trabalhou com Gerhard Armauer Hansen, descobrindo as bactérias causadoras da hanseníase, e fez de Bergen um centro mundial de pesquisa da hanseníase em meados do século XIX.
Com o dermatologista Carl Wilhelm Boeck, foi coautor de um aclamado estudo sobre a lepra intitulado Om Spedalskhed (1847). Em outubro de 1849, ele foi nomeado médico-chefe de pesquisa no Hospital Lungegaard (Lungegaardshospitalet). Em 1859, o patologista alemão Rudolf Virchow visitou Danielssen em Bergen para estudar a lepra.
Em 1876-78 ele serviu como zoólogo em uma expedição norueguesa às águas do norte, e por vários anos foi presidente da Sociedade para o Avanço da Pesca Norueguesa (Selskabet for de norske Fiskeriers Fremme). Além disso, por vários anos, Danielssen foi um representante de Bergen para o Stortinget, 1862-64, 1871-73 e 1875-76. Danielssen foi membro da Real Academia Sueca de Ciências a partir de 1877.

A anestesia característica da extremidade afetada pela hanseníase não tratada às vezes é chamada de "Sinal de Danielssen" em sua homenagem.